# レディ・エレノアのマント
『レディ・エレノアのマント』（Lady Eleanore's Mantle）は、ナサニエル・ホーソーンが1838年に発表した短編小説である。
本作の日本語版は2021年に刊行された『疫病短編小説集』に収録されている。また、本作は1944年のラジオドラマ「The Weird Circle」のエピソードとして放送されており、2024年12月にはこのラジオドラマを基にしたコンピュータゲーム「The Curse of the Mantle」が配信された。

## あらすじ
18世紀初頭、令嬢エレノアは、縁戚であるマサチューセッツ湾植民地総督の家に居候することになった。早速彼女の歓迎パーティーが開かれた。この際、彼女は緻密な刺繍の入った豪華なマントを身に着けていた。
そこへ、彼女の崇拝者を名乗る人物が会場に乱入し、今すぐそのマントを脱いで燃やすよう嘆願してくる。エレノアはそれを無視し、その崇拝者を追い出す。
その後、エレノアは天然痘で倒れる。一命はとりとめたものの、以前のような美しさを失い、ひきこもるようになった。また、パーティーの参加者にも天然痘で倒れる者が相次ぎ、やがて感染は植民地全体へと拡大した。
彼女がまとっていたマントには、天然痘に侵された貧者が恨みを込めた刺繍が施されていた。

## コンピュータゲーム版
2024年12月にはラジオドラマ版を原作とするコンピュータゲーム「The Curse of the Mantle」がItch.ioを通じて配信された。この作品は、エレノアが謎の老婆から授けられたマントによって高慢な性格になり、恋人のジョージがそれを取り上げようとする内容である。